# Tadone di Milano
Tadone (Milano, ... – Milano, 26 maggio 868) è stato un arcivescovo italiano, arcivescovo di Milano dall'860 all'868.

## Biografia
Eletto arcivescovo, si avvalse subito della collaborazione di monaci irlandesi per la gestione della diocesi, i cosiddetti scotti sophi, che provenivano però dal monastero di Tours, in Francia. Questo suo attaccamento ai monaci irlandesi, era dovuto probabilmente all'amicizia che legava il Vescovo Tadone a Sedulio Scoto il Giovane, poeta e teologo irlandese, che nell'848 aveva fondato a Liegi una scuola gestita da monaci, detta appunto dalla sua figura "Cenacolo di Sedulio".
Il 18 febbraio dell'865 Tadone presenziò ad un concilio tenutosi a Pavia per ordine dell'imperatore Ludovico II con l'intento di organizzare una spefizione contro i Saraceni che andavano minando le coste italiane.
Ad un anno di distanza, nel febbraio dell'866, ritroviamo Tadone in un documento nel quale, assieme al clero milanese, compie una copiosa donazione a favore del monastero di sant'Ambrogio, anche se tale documento è stato recentemente dichiarato un falso, in quanto realizzato nel XII o nel XIII secolo ad opera di un monaco del monastero di Sant'Ambrogio, il quale intendeva affermare la supremazia dell'istituzione ambrosiana sul clero secolare e contro i canonici del Duomo di Milano.
Tadone morì a Milano il 26 maggio 868.